# بطولة آسيا للأندية للكرة الطائرة للسيدات 2021
كانت بطولة الأندية الآسيوية للكرة الطائرة للسيدات 2021 النسخة الحادية والعشرين من دوري أبطال آسيا لكرة الطائرة للسيدات، وهي بطولة أندية دولية سنوية يُنظمها الاتحاد الآسيوي لكرة الطائرة (AVC) بالتعاون مع رابطة تايلاند للكرة الطائرة ‏ (TVA). أُقيمت البطولة في ناخون راتشاسيما، تايلاند، في الفترة من 1 إلى 7 أكتوبر 2021. وتأهل الفائز في البطولة إلى بطولة العالم للكرة الطائرة FIVB للسيدات 2021 ‏.
أُقيمت النسخة الأخيرة من البطولة في بطولة آسيا للأندية للكرة الطائرة للسيدات 2019. وكان من المقرر استضافة نسخة 2020 في تيانجين، الصين. نُقلت مهام الاستضافة إلى تايلاند قبل إلغاء البطولة بسبب جائحة فيروس كورونا.

## التصفيات
وفقًا للوائح الاتحاد الآسيوي، يتم اختيار حد أقصى قدره 16 فريقًا في جميع فعاليات الاتحاد على النحو التالي:
- فريق واحد للدولة المستضيفة
- 10 فرق بناءً على الترتيب النهائي للنسخة السابقة
- 5 فرق من كل من 5 مناطق (مع إقامة بطولة تأهيلية إذا لزم الأمر)

نظرًا للصعوبات المتوقعة أمام الاتحادات الوطنية في تشكيل فرق بسبب جائحة فيروس كورونا، سمح الاتحاد الآسيوي لاثنين من الأندية من نفس الاتحاد بالمشاركة في حال دخول أقل من 8 اتحادات. وفي حالة دخول أقل من 16 مشاركاً، يحق للدولة المستضيفة إدخال فريقين. شاركت أربع اتحادات وطنية فقط، وكانت إيران الدولة الوحيدة التي لديها نادٍ ممثل واحد.

### الاتحادات المؤهلة
| الفعالية                                      | التواريخ                    | الموقع   | الفرص | المؤهل (المؤهلون) |
| --------------------------------------------- | --------------------------- | -------- | ----- | --- |
| الدولة المستضيفة                              | —                           | —        | 1     | تايلاندA |
| بطولة آسيا للأندية للكرة الطائرة للسيدات 2019 | 27 أبريل–5 مايو 2019        | تيانجين  | 2     | الصينB · تايلاندA · اليابانB · كازاخستان · كوريا الشماليةB · تايوان الصينية ‏B · فيتنامB · هونغ كونغB · سريلانكاB · تركمانستانB |
| ممثلو آسيا الوسطى                             | في موعد أقصاه 2 فبراير 2021 | بانكوك   | 1     | إيران |
| ممثلو جنوب شرق آسيا                           | في موعد أقصاه 2 فبراير 2021 | بانكوك   | 1     | الفلبين |
| فتحات إضافيةC                                 | في موعد أقصاه 2 فبراير 2021 | بانكوك   | 2     | كازاخستان الفلبين |
| الإجمالي                                      | الإجمالي                    | الإجمالي | 7     | |

^A يحق لتايلاند كدولة مستضيفة إدخال فريقين إذا كان عدد المشاركين أقل من 16. تُحسب فرصهما على أنهما حققتهما كدولة مستضيفة وكمركز ثاني في بطولة 2019.
^B بموجب لوائح البطولة، تُخصص فرصة لأفضل عشرة اتحادات. فقط اتحادتان من العشر التي شاركت في بطولة 2019 اختارت إدخال فريق.
^C يحق للاتحادات الوطنية غير المستضيفة إرسال فريقين إذا كان عدد المشاركين أقل من 8. اختارت كل من الفلبين وكازاخستان، اللتان تأهلتا أيضًا فرصة كأفضل فريق رابع في نسخة 2019، إرسال فريقين.

## التشكيلات

### الفرق المشاركة
الفرق التالية شاركت في البطولة.
| الاتحاد   | الفريق           | الترتيب في الدوري المحلي                            |
| --------- | ---------------- | --------------------------------------------------- |
| تايلاند   | ناخون راتشاسيمة  | وصيف الدوري التايلاندي للسيدات 2020–21 ‏             |
| تايلاند   | سوبريم تشونبوري ‏ | المركز الثالث في الدوري التايلاندي للسيدات 2020–21 ‏ |
| كازاخستان | ألتاي            |                                                     |
| كازاخستان | زهيتسو           |                                                     |
| الفلبين   | ريبيسكوD         | غير متوفر (فريق وطني)                               |
| الفلبين   | تشوكو موتشوE     | غير متوفر (فريق وطني للتطوير)                       |
| إيران     | سايبا طهران ‏     |                                                     |

^D قام الاتحاد الوطني للكرة الطائرة في الفلبين بإدخال منتخب الفلبين لكرة الطائرة للسيدات تحت اسم ريبيسكو.
^E لم تكن هوية الفريق معروفة وقت السحب وتم إدراجه باسم "PVL". وقد دعا الاتحاد الوطني للكرة الطائرة الفلبيني Premier Volleyball League لإرسال أفضل فريق من نهائيات المؤتمر المفتوح 2021، لكن جميع الفرق رفضت المشاركة. سيُدخل الاتحاد الوطني للفريق الثاني المكوَّن من لاعبات الفريق الوطني بدلاً من ذلك. وتم تسمية الفريق الثاني بـ فريق تشوكو موتشو.

## القرعة
أُجري السحب في 3 أغسطس 2021 في بانكوك، تايلاند.

## الأماكن
ستُقام المباريات في قاعة المحطة - المحطة 21 كورات، وهي ساحة داخلية تقع ضمن المحطة 21 ‏.
| جميع المباريات           | جميع المباريات |
| ------------------------ | -------------- |
| ناخون راتشاسيما، تايلاند |                |
| المحطة 21 كورات ‏         |                |
| السعة: 3,500             |                |
|                          |                |

## الجولة التمهيدية
- جميع التوقيتات بتوقيت توقيت تايلاند (ت ع م+07:00).

### المجموعة أ
| م | Team                       | Pld | W | L | Pts | SW | SL | SR    | SPW | SPL | SPR   | التأهل      |
| - | -------------------------- | --- | - | - | --- | -- | -- | ----- | --- | --- | ----- | ----------- |
| 1 | ناخون راتشاسيمة كيو مين سي | 2   | 2 | 0 | 5   | 6  | 2  | 3٫000 | 178 | 153 | 1٫163 | ربع النهائي |
| 2 | زهيتسو                     | 2   | 1 | 1 | 4   | 5  | 3  | 1٫667 | 174 | 156 | 1٫115 | ربع النهائي |
| 3 | تشوكو موتشو                | 2   | 0 | 2 | 0   | 0  | 6  | 0٫000 | 110 | 151 | 0٫728 | ربع النهائي |

| التاريخ  | التوقيت |                            | النتيجة |             | الشوط 1 | الشوط 2 | الشوط 3 | الشوط 4 | الشوط 5 | المجموع | التقرير |
| -------- | ------- | -------------------------- | ------- | ----------- | ------- | ------- | ------- | ------- | ------- | ------- | ------- |
| 1 أكتوبر | 12:30   | ناخون راتشاسيمة كيو مين سي | 3–0     | تشوكو موتشو | 25–11   | 28–26   | 25–17   |         |         | 78–54   | P2      |
| 2 أكتوبر | 12:30   | زهيتسو                     | 3–0     | تشوكو موتشو | 25–22   | 25–19   | 25–15   |         |         | 75–56   | P2      |
| 3 أكتوبر | 12:30   | ناخون راتشاسيمة كيو مين سي | 3–2     | زهيتسو      | 25–20   | 18–25   | 25–19   | 17–25   | 15–10   | 100–99  | P2      |

### المجموعة ب
| م | Team             | Pld | W | L | Pts | SW | SL | SR    | SPW | SPL | SPR   | التأهل      |
| - | ---------------- | --- | - | - | --- | -- | -- | ----- | --- | --- | ----- | ----------- |
| 1 | ألتاي            | 3   | 3 | 0 | 9   | 9  | 0  | MAX   | 225 | 148 | 1٫520 | نصف النهائي |
| 2 | سوبريم تشونبوري ‏ | 3   | 2 | 1 | 6   | 6  | 4  | 1٫500 | 221 | 192 | 1٫151 | ربع النهائي |
| 3 | سايبا طهران ‏     | 3   | 1 | 2 | 3   | 4  | 7  | 0٫571 | 218 | 251 | 0٫869 | ربع النهائي |
| 4 | ريبيسكو PH       | 3   | 0 | 3 | 0   | 1  | 9  | 0٫111 | 175 | 248 | 0٫706 | ربع النهائي |

| التاريخ  | التوقيت |                  | النتيجة |                  | الشوط 1 | الشوط 2 | الشوط 3 | الشوط 4 | الشوط 5 | المجموع | التقرير |
| -------- | ------- | ---------------- | ------- | ---------------- | ------- | ------- | ------- | ------- | ------- | ------- | ------- |
| 1 أكتوبر | 15:30   | سوبريم تشونبوري ‏ | 3–1     | سايبا طهران ‏     | 25–23   | 22–25   | 25–13   | 25–13   |         | 97–74   | P2      |
| 1 أكتوبر | 18:30   | ألتاي            | 3–0     | ريبيسكو PH       | 25–23   | 25–13   | 25–17   |         |         | 75–53   | P2      |
| 2 أكتوبر | 15:30   | سوبريم تشونبوري ‏ | 3–0     | ريبيسكو PH       | 25–11   | 25–16   | 25–16   |         |         | 75–43   | P2      |
| 2 أكتوبر | 18:30   | سايبا طهران ‏     | 0–3     | ألتاي            | 11–25   | 20–25   | 15–25   |         |         | 46–75   | P2      |
| 3 أكتوبر | 15:30   | ألتاي            | 3–0     | سوبريم تشونبوري ‏ | 25–23   | 25–12   | 25–14   |         |         | 75–49   | P2      |
| 3 أكتوبر | 18:30   | سايبا طهران ‏     | 3–1     | ريبيسكو PH       | 26–24   | 22–25   | 25–13   | 25–17   |         | 98–79   | P2      |

## الجولة النهائية
- جميع التوقيتات بتوقيت توقيت تايلاند (ت ع م+07:00).

### المنافسات النهائية السبعة
|  | ربع النهائي                | ربع النهائي      |                            |              | نصف النهائي      | نصف النهائي   |  |  | النهائي  | النهائي |
|  |                            |                  |                            |              |                  |               |  |  |          |         |
|  | 4 أكتوبر                   |                  |                            |              |                  |               |  |  |          |         |
|  |                            |                  |                            |              |                  |               |  |  |          |         |
|  | ناخون راتشاسيمة كيو مين سي | 3                |                            |              |                  |               |  |  |          |         |
|  | ناخون راتشاسيمة كيو مين سي | 3                | 6 أكتوبر                   |              |                  |               |  |  |          |         |
|  | ريبيسكو PH                 | 0                |                            |              |                  |               |  |  |          |         |
|  | ريبيسكو PH                 | 0                | ناخون راتشاسيمة كيو مين سي | 3            |                  |               |  |  |          |         |
|  | 4 أكتوبر                   |                  | ناخون راتشاسيمة كيو مين سي | 3            |                  |               |  |  |          |         |
|  |                            | سوبريم تشونبوري ‏ | 0                          |              |                  |               |  |  |          |         |
|  | تشوكو موتشو                | سوبريم تشونبوري ‏ | 0                          | 0            |                  |               |  |  |          |         |
|  | تشوكو موتشو                |                  | 7 أكتوبر                   | 0            |                  |               |  |  |          |         |
|  | سوبريم تشونبوري ‏           | 3                |                            |              |                  |               |  |  |          |         |
|  | سوبريم تشونبوري ‏           | 3                | ناخون راتشاسيمة كيو مين سي | 0            |                  |               |  |  |          |         |
|  | 4 أكتوبر                   |                  | ناخون راتشاسيمة كيو مين سي | 0            |                  |               |  |  |          |         |
|  |                            | ألتاي            | 3                          |              |                  |               |  |  |          |         |
|  | زهيتسو                     | ألتاي            | 3                          | 0            |                  |               |  |  |          |         |
|  | زهيتسو                     | 6 أكتوبر         |                            | 0            |                  |               |  |  |          |         |
|  | سايبا طهران ‏               | 3                |                            |              |                  |               |  |  |          |         |
|  | سايبا طهران ‏               | 3                | سايبا طهران ‏               | 1            | المركز الثالث    | المركز الثالث |  |  |          |         |
|  | 4 أكتوبر                   |                  | سايبا طهران ‏               | 1            | المركز الثالث    | المركز الثالث |  |  |          |         |
|  |                            | ألتاي            | 3                          |              |                  |               |  |  |          |         |
|  | استبقاء                    | ألتاي            | 3                          |              | سوبريم تشونبوري ‏ | 3             |  |  |          |         |
|  | استبقاء                    |                  |                            |              | سوبريم تشونبوري ‏ | 3             |  |  |          |         |
|  | ألتاي                      | W                |                            | سايبا طهران ‏ | 0                |               |  |  |          |         |
|  | ألتاي                      | W                |                            |              | 0                |               |  |  |          |         |
|  |                            |                  |                            |              |                  |               |  |  | 7 أكتوبر |         |
|  |                            |                  |                            |              |                  |               |  |  |          |         |

|  | نصف نهائي تحديد المراكز من الخامس إلى السابع | نصف نهائي تحديد المراكز من الخامس إلى السابع |   |            | مباراة تحديد المركز الخامس | مباراة تحديد المركز الخامس |
|  |                                              |                                              |   |            |                            |                            |
|  | 6 أكتوبر                                     |                                              |   |            |                            |                            |
|  | ريبيسكو PH                                   | 1                                            |   |            |                            |                            |
|  | تشوكو موتشو                                  | 3                                            |   |            |                            |                            |
|  |                                              |                                              |   |            |                            |                            |
|  |                                              |                                              |   |            | 7 أكتوبر                   |                            |
|  |                                              |                                              |   |            | تشوكو موتشو                | 0                          |
|  |                                              | زهيتسو                                       | 3 |            |                            |                            |
|  |                                              |                                              |   |            |                            |                            |
|  |                                              |                                              |   |            |                            |                            |
|  |                                              |                                              |   |            | المركز الثالث              |                            |
|  | 6 أكتوبر                                     | 6 أكتوبر                                     |   | 7 أكتوبر   | 7 أكتوبر                   |                            |
|  | زهيتسو                                       | W                                            |   | ريبيسكو PH | W                          |                            |
|  | استبقاء                                      |                                              |   |            | استبقاء                    |                            |

#### ربع النهائي
| التاريخ  | التوقيت |                            | النتيجة |                  | الشوط 1 | الشوط 2 | الشوط 3 | الشوط 4 | الشوط 5 | المجموع | التقرير |
| -------- | ------- | -------------------------- | ------- | ---------------- | ------- | ------- | ------- | ------- | ------- | ------- | ------- |
| 4 أكتوبر | 12:30   | ناخون راتشاسيمة كيو مين سي | 3–0     | ريبيسكو PH       | 25–11   | 25–19   | 25–18   |         |         | 75–48   | P2      |
| 4 أكتوبر | 15:30   | تشوكو موتشو                | 0–3     | سوبريم تشونبوري ‏ | 13–25   | 22–25   | 21–25   |         |         | 56–75   | P2      |
| 4 أكتوبر | 18:00   | زهيتسو                     | 0–3     | سايبا طهران ‏     | 21–25   | 21–25   | 23–25   |         |         | 65–75   | P2      |

#### نصف النهائي (المراكز 5–7)
| التاريخ  | التوقيت |            | النتيجة |             | الشوط 1 | الشوط 2 | الشوط 3 | الشوط 4 | الشوط 5 | المجموع | التقرير |
| -------- | ------- | ---------- | ------- | ----------- | ------- | ------- | ------- | ------- | ------- | ------- | ------- |
| 6 أكتوبر | 12:30   | ريبيسكو PH | 1–3     | تشوكو موتشو | 25–22   | 17–25   | 19–25   | 17–25   |         | 78–97   | P2      |

#### نصف النهائي
| التاريخ  | التوقيت |                            | النتيجة |                  | الشوط 1 | الشوط 2 | الشوط 3 | الشوط 4 | الشوط 5 | المجموع | التقرير |
| -------- | ------- | -------------------------- | ------- | ---------------- | ------- | ------- | ------- | ------- | ------- | ------- | ------- |
| 6 أكتوبر | 15:30   | سايبا طهران ‏               | 1–3     | ألتاي            | 20–25   | 25–21   | 15–25   | 22–25   |         | 82–96   | P2      |
| 6 أكتوبر | 18:30   | ناخون راتشاسيمة كيو مين سي | 3–0     | سوبريم تشونبوري ‏ | 25–18   | 25–22   | 25–18   |         |         | 75–58   | P2      |

#### مباراة تحديد المركز الخامس
| التاريخ  | التوقيت |        | النتيجة |             | الشوط 1 | الشوط 2 | الشوط 3 | الشوط 4 | الشوط 5 | المجموع | التقرير |
| -------- | ------- | ------ | ------- | ----------- | ------- | ------- | ------- | ------- | ------- | ------- | ------- |
| 7 أكتوبر | 12:30   | زهيتسو | 3–0     | تشوكو موتشو | 25–14   | 25–11   | 25–23   |         |         | 75–48   | P2      |

#### مباراة تحديد المركز الثالث
| التاريخ  | التوقيت |                  | النتيجة |              | الشوط 1 | الشوط 2 | الشوط 3 | الشوط 4 | الشوط 5 | المجموع | التقرير |
| -------- | ------- | ---------------- | ------- | ------------ | ------- | ------- | ------- | ------- | ------- | ------- | ------- |
| 7 أكتوبر | 15:30   | سوبريم تشونبوري ‏ | 3–0     | سايبا طهران ‏ | 25–21   | 25–18   | 25–19   |         |         | 75–58   | P2      |

#### النهائي
| التاريخ  | التوقيت |                            | النتيجة |       | الشوط 1 | الشوط 2 | الشوط 3 | الشوط 4 | الشوط 5 | المجموع | التقرير |
| -------- | ------- | -------------------------- | ------- | ----- | ------- | ------- | ------- | ------- | ------- | ------- | ------- |
| 7 أكتوبر | 18:30   | ناخون راتشاسيمة كيو مين سي | 0–3     | ألتاي | 22–25   | 22–25   | 20–25   |         |         | 64–75   | P2      |

## الترتيب النهائي
| الترتيب | الفريق                     |
| ------- | -------------------------- |
| الأول   | ألتاي                      |
| الثاني  | ناخون راتشاسيمة كيو مين سي |
| الثالث  | سوبريم تشونبوري ‏           |
| 4       | سايبا طهران ‏               |
| 5       | زهيتسو                     |
| 6       | تشوكو موتشو                |
| 7       | ريبيسكو PH                 |

|  | مؤهل إلى بطولة العالم للكرة الطائرة FIVB للسيدات 2021 ‏ |

| أبطال الأندية الآسيوية للكرة الطائرة للسيدات 2021 |
| ------------------------------------------------- |
| ألتاي للمرة الأولى                                |

| تشكيلة الفريق المكونة من 14 لاعبة |
| سنا أناركولوفا ‏، كريستينا أنيكونوفا، مدينة بيكت، كريستينا بيلوفا، ليودميلا إيساييفا ‏، زينات كاديربيكوفا، إيرينا كينزهباييفا، يليسافيتا مايستر، زانيل نوجيباييفا، زارينا سيتكازينوفا ‏، زانا سيرويشكينا، بولينا أومتسيفا، دانكا رادنكوفيتش ‏، نادية كودولا. |
| المدرب الرئيسي |
| ماركو جريشيك |

## الجوائز
| - أفضل لاعبة سنا أناركولوفا ‏ (KAZ) (ألتاي) - أفضل موزعة نوتسارا تومكوم (THA) (ناخون راتشاسيمة كيو مين سي) - أفضل مهاجمتين خارجيّتين ناديا كودولا (UKR) (ألتاي) تشاتشو-أون موكسري ‏ (THA) (ناخون راتشاسيمة كيو مين سي) | - أفضل لاعبتين وسطيتين بليومجيت ثينكاو ‏ (THA) (سوبريم تشونبوري ‏) بوران زاري (IRI) (سايبا طهران ‏) - أفضل مهاجمة معاكسة كريستينا بيلوفا (KAZ) (ألتاي) - أفضل ليبيرو مادينا بيكيت (KAZ) (ألتاي) |

## الكرة الطائرة
- بطولة الأندية الآسيوية للرجال لكرة الطائرة 2021  [لغات أخرى]‏
- بطولة آسيا للكرة الطائرة للسيدات 2021  [لغات أخرى]‏